# Ramiro Gamboa
Ramiro Gamboa (Mérida, Yucatán, 2 de diciembre de 1917-Ciudad de México, 29 de diciembre de 1992) fue un locutor, actor y presentador infantil mexicano, famoso por su personaje el tío Gamboín, el tío de todos los niños de México. Es recordado por su trabajo como uno de los anunciadores de la barra de dibujos animados de XHGC-TV, Canal 5 de Televisa, al lado de Rogelio Moreno y Genaro Moreno, además de su faceta como tío directo de Xavier López" Chabelo".[cita requerida]
Durante muchos años, figuró en la barra de programación de dicho canal al lado de personajes como el gato GC y Corcolito, y un perro rojo llamado Checo, que fue el último que estuvo con él en su espacio, así como de sus juguetes Pancholín y Salchichita, tan solo unos de la inmensa colección que tenía. Además, fue locutor radiofónico de la XEW y del programa El yate y la tortuga, de la XEQ.[cita requerida]

## Trayectoria

### Inicios
Gamboa nació en la ciudad de Mérida, Yucatán, el 2 de diciembre de 1917. Fue un niño muy inquieto al que le gustaba visitar radiodifusoras locales y jugar con los micrófonos; pero la escuela parecía no estar en sus planes, ya que fue un mal estudiante.[cita requerida]

### Sus años en la radio
En 1937, su padre compró una estación de radio, rentó una casa en Mérida, adquirió un equipo en diez mil pesos y nombró a Ramiro gerente de la empresa, ante un destino incierto, ya que eran los inicios de la radio en la entidad y no era un negocio del todo rentable.[cita requerida]
Un día, el locutor base de la estación no llegó, y Ramiro se vio en la necesidad de tomar su lugar. Para su sorpresa, su voz fue bien recibida, al grado de que pedían que se oyera más seguido en algunos programas.[cita requerida]
Luego de esa primera experiencia, pasó a formar parte de los
locutores base de la XEME de Mérida, por dos años. Durante esa época, llegó al lugar Amalita Gómez Zepeda, con la misión de entablar negociaciones para integrar la estación a Radio Programas de México.[cita requerida]
De esta forma, Ramiro conoció a Amalita, quien le dijo que si
algún día decidía viajar a Ciudad de México en busca de trabajo, recurriera a ella, y así lo hizo él años más tarde.
En 1938 visitó a Amalita para comentarle su ilusión de trabajar en la XEW, por lo que ella lo presentó a Emilio Azcárraga Vidaurreta, quien lo llevó con Othón M. Vélez. A los tres meses, lo mandaron a la XEQ, donde duró casi veinte años y veinticuatro en la XEW.
Entre los programas radiofónicos en los que participó, estuvo el titulado Quiero trabajar, una especie de bolsa de empleos que permaneció nueve años al aire.
A lo largo de su carrera como locutor, Ramiro Gamboa formó inolvidables parejas con otras personalidades como Arturo Ernesto Manrique Elizondo, el Panzón Panseco, a quien conoció cuando trabajaba en la XEQ en el programa El yate y la tortuga, unión que duró trece años, y con Chabelo.

### El dúo cómico Chabelo y Gamboa
Durante algunos años de la década de los cincuenta, Ramiro Gamboa formó un dueto cómico con Xavier López, Chabelo. Actuaron en programas de televisión y en el cine. Las rutinas cómicas que realizaban daban a Gamboa el papel del padre del niño Chabelo y gozaron de la aceptación del público. Muchos años después de la separación del dueto, Xavier López seguía refiriéndose a Ramiro Gamboa, de manera afectuosa, como su «papá». Durante muchos años, participó en la serie Los juguelotes de Gamboín, acompañados del enanito Margarito Esparza.

### Presentador de dibujos animados
En los años setenta, el tío Gamboín condujo Una tarde de tele, donde aparecía anunciando los dibujos animados, entre los cortes enviaba saludos y felicitaba a quienes cumplían años, además de dar consejos auxiliado por cápsulas del Monito Reportero.
También mostraba su colección de juguetes de cuerda e invitaba a los niños a formar parte de su lista de «sobrinos» escribiendo a la dirección o llamando al número telefónico del programa. Siempre se le vio de saco rojo, con personajes de dibujos animados en sus solapas.
Utilizaba camisa blanca y corbata de colores, siempre estaba sonriente, detrás de una mesa y una tablita al frente donde estaba escrito el número telefónico del programa.

### Fallecimiento
Murió la noche del 29 de diciembre de 1992, en su residencia de Polanco, en el poniente de Ciudad de México, por complicaciones derivadas de un cáncer de próstata.[cita requerida]

## Filmografía
- La liga de las canciones (1941)
- Campeón sin corona (1946)
- Hay muertos que no hacen ruido (1946)
- Su última aventura (1946)
- El niño perdido (1947)
- ¡A volar joven! (1947)
- Angelitos negros (1948)
- El mago (1949)
- El barba azul (1955)
- Chistelandia (1958)
- Vuelve Chistelandia (1958)
- La Nueva Chistelandia (1958)
- Viaje a la Luna (1958)
- El superflaco (1959)
- El conquistador de la Luna (1960)
- La isla de los hombres solos (1974)
- Telenovela Desafío (1990).

## Discografía
- Grabó un disco y algunas de sus canciones más famosas fueron El soldadito, Navidad, Las mañanitas del tío Gamboín, El indito y su burrito y Los gatitos. Grabó también varios promocionales para radio y televisión, como muestra el Catálogo Elektra (véase video de YouTube, en las ligas externas).